# Stars on 45 (single)
Stars on 45 is een single van de Nederlandse discogroep Stars on 45, uitgebracht in 1981. In de Verenigde Staten haalde Stars on 45 de eerste plaats met de lange titel 
Medley: Intro Venus/Sugar Sugar/No Reply/I'll Be Back/Drive My Car/Do You Want to Know a Secret/We Can Work it Out/I Should Have Known Better/Nowhere Man/You're Going to Lose That Girl/Stars on 45. 
De reden voor de lange titel was het vermijden van hoge kosten voor het copyright dat op de originele Beatlessingles in de medley rust.
De single was een complete herbewerking van een Canadese bootleg-Beatlesmedley, in 1980 uitgebracht op 12 inch, die wereldwijd aansloeg, maar nergens officieel verkocht werd en dus geen enkele hitparade haalde. Er waren oorspronkelijk Beatlesbanden zonder toestemming van de rechthebbenden voor gebruikt, waardoor de verkoop ervan illegaal was.
Willem van Kooten (alias Joost den Draaijer) stond aan de wieg van de single, omdat hij de bootleg had gehoord waarin ook een klein fragment van Venus van Shocking Blue in was opgenomen, waarvoor hij geen toestemming had gegeven. Hij besloot een legale versie van de medley te maken met behulp van Nederlandse zangers die klonken als onder andere de Beatles. Muziekproducent Jaap Eggermont (samen met Van Kooten in Red Bullet) maakte de plaat met zangers van bands waarmee hij al jarenlang werkte. Hans Vermeulen zong de partij van George Harrison, Okkie Huijsdens die van Paul McCartney, Bas Muijs die van John Lennon. Als gitarist kwam Hans Hollestelle naar de studio. Hij verzorgde ook het handgeklap dat gedurende het gehele nummer te horen is. Cees Bergman verzorgde de stemmen van The Archies, Fred Jansen speelde basgitaar en Jody Pijper was in de titelsong te horen, die Eggermont schreef samen met Martin Duiser. Plaats van handeling was de Soundpush Studio in Blaricum. Eggermont en Hollestelle waren uren bezig om de nummers in de (voor hen) juiste volgorde te krijgen. Eggermont constateerde dat de opnamen voor hem als een soort opleiding golden en dat het plaatje het resultaat was van ”stug volhouden”.
Van de single gingen meer dan vijf miljoen exemplaren over de toonbank; in Nederland werden 150.000 exemplaren verkocht.
Op de cd werden twaalf delen van Beatlesliedjes opgenomen, een fragment van Venus en een deel van de hit Sugar Sugar van The Archies.
In september 1981 kwam de parodie De Nederlandse sterre die strale overal! van Rubberen Robbie (ook met Cees Bergman) uit, dat eveneens een nummer 1-hit werd.

## Samenstelling
| Lied                                             | 7"-single | duur | 12"-single | duur  |
| ------------------------------------------------ | --------- | ---- | ---------- | ----- |
| Stars on 45                                      | 1.        | 0:43 | 1          | ?     |
| Boogie nights                                    |           |      | 1'         | 0:16  |
| Funky town                                       |           |      | 1"         | 0:00  |
| Video killed the radio star                      |           |      | 2.         | 0:16  |
| Intro Venus                                      | 2.        | 0:08 | 3.         | 0:08  |
| Sugar, sugar                                     | 3.        | 0:36 | 4.         | 0:36  |
| No reply                                         | 4.        | 0:16 | 5.         | 0:16  |
| I'll be back                                     | 5.        | 0:26 | 6.         | 0:26  |
| Drive my car                                     | 6.        | 0:32 | 7.         | 0:32  |
| A hard day's night                               |           |      | 8.         | 0:24  |
| Do you want to know a secret                     | 7.        | 0:32 | 9.         | 0:32  |
| We can work it out                               | 8.        | 0:16 | 10.        | 0:16  |
| I should have known better                       | 9.        | 0:20 | 11.        | 0:20  |
| Nowhere man                                      | 10.       | 0:08 | 12.        | 0:08  |
| You're going to lose that girl                   | 11.       | 0:16 | 13.        | 0:16  |
| Sherry                                           |           |      | 14.        | 0:36  |
| Cathy's clown                                    |           |      | 15.        | 0:16  |
| Breaking up is hard to do                        |           |      | 16.        | 0:16  |
| Only the lonely                                  |           |      | 17.        | 0:20  |
| Lady bump                                        |           |      | 18.        | 0:10  |
| Jimmy Mack                                       |           |      | 19.        | 0:16  |
| Rainy day                                        |           |      | 20.        | 0:20  |
| Itsy bitsy teenie weenie yellow polka dot bikini |           |      | 21.        | 0:18  |
| Stars on 45                                      | 12.       | 0:39 | 22.        | 1:10  |
| Totale duur                                      |           | 4:52 |            | 11:30 |

## Hitnoteringen

### België en Nederland
| "Stars on 45" in de Nederlandse Top 40 - binnen: 24-01-1981 | "Stars on 45" in de Nederlandse Top 40 - binnen: 24-01-1981 | "Stars on 45" in de Nederlandse Top 40 - binnen: 24-01-1981 | "Stars on 45" in de Nederlandse Top 40 - binnen: 24-01-1981 | "Stars on 45" in de Nederlandse Top 40 - binnen: 24-01-1981 | "Stars on 45" in de Nederlandse Top 40 - binnen: 24-01-1981 | "Stars on 45" in de Nederlandse Top 40 - binnen: 24-01-1981 | "Stars on 45" in de Nederlandse Top 40 - binnen: 24-01-1981 | "Stars on 45" in de Nederlandse Top 40 - binnen: 24-01-1981 | "Stars on 45" in de Nederlandse Top 40 - binnen: 24-01-1981 | "Stars on 45" in de Nederlandse Top 40 - binnen: 24-01-1981 | "Stars on 45" in de Nederlandse Top 40 - binnen: 24-01-1981 | "Stars on 45" in de Nederlandse Top 40 - binnen: 24-01-1981 | "Stars on 45" in de Nederlandse Top 40 - binnen: 24-01-1981 | "Stars on 45" in de Nederlandse Top 40 - binnen: 24-01-1981 |
| Week                                                        | 1                                                           | 2                                                           | 3                                                           | 4                                                           | 5                                                           | 6                                                           | 7                                                           | 8                                                           | 9                                                           | 10                                                          | 11                                                          | 12                                                          | 13                                                          |                                                             |
| ----------------------------------------------------------- | ----------------------------------------------------------- | ----------------------------------------------------------- | ----------------------------------------------------------- | ----------------------------------------------------------- | ----------------------------------------------------------- | ----------------------------------------------------------- | ----------------------------------------------------------- | ----------------------------------------------------------- | ----------------------------------------------------------- | ----------------------------------------------------------- | ----------------------------------------------------------- | ----------------------------------------------------------- | ----------------------------------------------------------- | ----------------------------------------------------------- |
| Nummer                                                      | 25                                                          | 11                                                          | 4                                                           | 2                                                           | 1                                                           | 1                                                           | 1                                                           | 1                                                           | 2                                                           | 3                                                           | 6                                                           | 14                                                          | 26                                                          | uit                                                         |

| "Stars on 45" in de Nederlandse Nationale Hitparade - binnen: 24-01-1981 | "Stars on 45" in de Nederlandse Nationale Hitparade - binnen: 24-01-1981 | "Stars on 45" in de Nederlandse Nationale Hitparade - binnen: 24-01-1981 | "Stars on 45" in de Nederlandse Nationale Hitparade - binnen: 24-01-1981 | "Stars on 45" in de Nederlandse Nationale Hitparade - binnen: 24-01-1981 | "Stars on 45" in de Nederlandse Nationale Hitparade - binnen: 24-01-1981 | "Stars on 45" in de Nederlandse Nationale Hitparade - binnen: 24-01-1981 | "Stars on 45" in de Nederlandse Nationale Hitparade - binnen: 24-01-1981 | "Stars on 45" in de Nederlandse Nationale Hitparade - binnen: 24-01-1981 | "Stars on 45" in de Nederlandse Nationale Hitparade - binnen: 24-01-1981 | "Stars on 45" in de Nederlandse Nationale Hitparade - binnen: 24-01-1981 | "Stars on 45" in de Nederlandse Nationale Hitparade - binnen: 24-01-1981 | "Stars on 45" in de Nederlandse Nationale Hitparade - binnen: 24-01-1981 | "Stars on 45" in de Nederlandse Nationale Hitparade - binnen: 24-01-1981 | "Stars on 45" in de Nederlandse Nationale Hitparade - binnen: 24-01-1981 | "Stars on 45" in de Nederlandse Nationale Hitparade - binnen: 24-01-1981 | "Stars on 45" in de Nederlandse Nationale Hitparade - binnen: 24-01-1981 | "Stars on 45" in de Nederlandse Nationale Hitparade - binnen: 24-01-1981 |
| Week                                                                     | 1                                                                        | 2                                                                        | 3                                                                        | 4                                                                        | 5                                                                        | 6                                                                        | 7                                                                        | 8                                                                        | 9                                                                        | 10                                                                       | 11                                                                       | 12                                                                       | 13                                                                       | 14                                                                       | 15                                                                       | 16                                                                       |                                                                          |
| ------------------------------------------------------------------------ | ------------------------------------------------------------------------ | ------------------------------------------------------------------------ | ------------------------------------------------------------------------ | ------------------------------------------------------------------------ | ------------------------------------------------------------------------ | ------------------------------------------------------------------------ | ------------------------------------------------------------------------ | ------------------------------------------------------------------------ | ------------------------------------------------------------------------ | ------------------------------------------------------------------------ | ------------------------------------------------------------------------ | ------------------------------------------------------------------------ | ------------------------------------------------------------------------ | ------------------------------------------------------------------------ | ------------------------------------------------------------------------ | ------------------------------------------------------------------------ | ------------------------------------------------------------------------ |
| Nummer                                                                   | 40                                                                       | 10                                                                       | 4                                                                        | 1                                                                        | 1                                                                        | 1                                                                        | 1                                                                        | 1                                                                        | 1                                                                        | 1                                                                        | 5                                                                        | 11                                                                       | 22                                                                       | 44                                                                       | 43                                                                       | 47                                                                       | uit                                                                      |

| Vlaamse Top 30: 30-01-1981 t/m 02-05-1981 | Vlaamse Top 30: 30-01-1981 t/m 02-05-1981 | Vlaamse Top 30: 30-01-1981 t/m 02-05-1981 | Vlaamse Top 30: 30-01-1981 t/m 02-05-1981 | Vlaamse Top 30: 30-01-1981 t/m 02-05-1981 | Vlaamse Top 30: 30-01-1981 t/m 02-05-1981 | Vlaamse Top 30: 30-01-1981 t/m 02-05-1981 | Vlaamse Top 30: 30-01-1981 t/m 02-05-1981 | Vlaamse Top 30: 30-01-1981 t/m 02-05-1981 | Vlaamse Top 30: 30-01-1981 t/m 02-05-1981 | Vlaamse Top 30: 30-01-1981 t/m 02-05-1981 | Vlaamse Top 30: 30-01-1981 t/m 02-05-1981 | Vlaamse Top 30: 30-01-1981 t/m 02-05-1981 | Vlaamse Top 30: 30-01-1981 t/m 02-05-1981 | Vlaamse Top 30: 30-01-1981 t/m 02-05-1981 | Vlaamse Top 30: 30-01-1981 t/m 02-05-1981 |
| Week:                                     | 1                                         | 2                                         | 3                                         | 4                                         | 5                                         | 6                                         | 7                                         | 8                                         | 9                                         | 10                                        | 11                                        | 12                                        | 13                                        | 14                                        |                                           |
| ----------------------------------------- | ----------------------------------------- | ----------------------------------------- | ----------------------------------------- | ----------------------------------------- | ----------------------------------------- | ----------------------------------------- | ----------------------------------------- | ----------------------------------------- | ----------------------------------------- | ----------------------------------------- | ----------------------------------------- | ----------------------------------------- | ----------------------------------------- | ----------------------------------------- | ----------------------------------------- |
| Positie:                                  | 27                                        | 6                                         | 1                                         | 1                                         | 2                                         | 1                                         | 1                                         | 1                                         | 1                                         | 2                                         | 5                                         | 19                                        | 27                                        | 33                                        | uit                                       |

### NPO Radio 2 Top 2000
| Nummer met noteringen in de NPO Radio 2 Top 2000 | '99  | '00  | '01  | '02  | '03 | '04  |
| ------------------------------------------------ | ---- | ---- | ---- | ---- | --- | ---- |
| Stars on 45                                      | 1313 | 1292 | 1822 | 1827 | -   | 1836 |

1. ↑  Een '-' betekent dat het nummer niet was genoteerd en een vetgedrukt getal geeft de hoogste notering aan.
2. ↑  Deze tabel is bijgewerkt tot en met de laatste editie (2024).

### Noteringen in andere landen
| Land                   | pieknotering | aantal weken |
| ---------------------- | ------------ | ------------ |
| Duitsland              | 1            | 30           |
| VS (Billboard Hot 100) | 1            | 21           |
| Oostenrijk             | 1            | 20           |
| Nieuw-Zeeland          | 1            | 18           |
| Zwitserland            | 1            | 14           |
| Ierland                | 1            | 10           |
| Verenigd Koninkrijk    | 2            | ?            |
| Zweden                 | 7            | 7            |